# Cricetomys gambianus
La rata Druida (Cricetomys druidus) es una especie de roedor miomorfo de la familia Nesomyidae. Las ratas druida pertenecen a un grupo de ratas que tienen como característica unas grandes mejillas en las cuales pueden transportar mucha comida. Junto a ratones, topillos, hámster y jerbos, pertenece a la superfamilia de los muroides. Dentro de esta superfamilia, es una de las mayores especies en cuanto a tamaño. Tienen una vista muy pobre y dependen de sus sentidos del olfato y el oído. Las ratas de Gambia son muy similares a las ratas gigantes de Gambia (Cricetomys emini), pero, a diferencia de estas, tienen un pelaje oscuro y grueso, y un anillo característico alrededor de los ojos. Las ratas de Gambia se pueden entrenar para encontrar minas enterradas, ya que son más fáciles de entrenar y menos costosas de mantener económicamente que los perros.

## Descripción física
Tienen un tamaño similar a otras especies de rata gigante y a veces son confundidas con la rata gigante de Gambia (Cricetomys emini). Las ratas de gambia tienen el pelaje grueso y marrón, y un anillo oscuro alrededor de los ojos, a diferencia de C. emini, que tiene el pelaje gris y suave y un característico pelaje blanco en la tripa. Las colas de las ratas de Gambia son escamosas y tienen cabezas estrechas y los ojos pequeños. Además, también tienen unos bigotes largos y oscuros. Tienen unas mejillas características que les permite transportar cantidades masivas de alimentos si es necesario. Presentan poco dimorfismo sexual. Pueden medir hasta más de un metro, incluyendo la cola, y pueden pesar de 1 a 1,5 kg, siendo los machos un poco más pesados que las hembras. Estas ratas también tienen un contenido de grasa muy bajo, que puede ser la causa de su susceptibilidad al frío. Suelen vivir unos 5-7 años en cautividad.

## Reproducción
Las ratas de Gambia son monógamas. Tienen formas peculiares de cortejo: normalmente, el macho y la hembra se ponen de pie, se rascan, y se persiguen hasta que la hembra está lista para la cópula. Si la hembra no es receptiva al macho, antes de empezar el rito de apareamiento, lo muerde.
Suelen reproducirse en verano y el periodo de gestación es de unos 30 a 32 días. Normalmente, las camadas son de 3 o 4 ratas y suelen aparearse de 1 a 5 veces en la vida. A los 30 días, la camada ya está lista para ser independiente. Al nacer, la camada no tiene pelo y los ojos y los oídos permanecen cerrados y no se abren hasta los 21 días. No será hasta los 14 días que ya tendrán pelo y la vista desarrollada. Mientras que la madre se encarga de todo el cuidado de las crías hasta que alcanzan la independencia, los machos suelen ser indiferentes, o incluso agresivos, llegando incluso a comerse sus crías en caso de falta de comida.

## Área geográfica
Las ratas de Gambia son endémicas en África Central y se pueden encontrar desde el sur del Sáhara hasta el sur de la región de Zululand, en Sudáfrica. Por lo tanto, podemos encontrar ratas de Gambia desde Senegal al centro de Sudán y hasta el sur de Surdáfrica, no incluido.

## Hábitat
Pueden vivir en una gran variedad de hábitats que van desde zonas áridas hasta zonas templadas, por ejemplo, en la sabana, en bosques y en montañas. Sin embargo, necesitan refugio para sobrevivir y no los encontraremos en áreas abiertas. Como refugio, pueden usar huecos de árboles, zonas rocosas o madrigueras hechas por otros animales. Ocasionalmente los podemos encontrar en zonas urbanas formando plagas.

## Comportamiento
Las ratas de Gambia son animales nocturnos, ya que no tienen mucha tolerancia al calor del día. Durante el día permanecen inactivos en sus madrigueras, y por la noche salen a buscar comida. Aunque tienen unos pequeños ojos, las ratas de Gambia son nocturnas, lo cual sugiere que su orientación y movimiento se basa en otros sentidos como el olfato y el oído, en vez de la vista, para encontrar comida y evitar amenazas. Además, son grandes escaladoras y nadadoras.
Los machos suelen ser solitarios, mientras que las hembras viven con otras hembras y camadas. Son animales muy territoriales que se mostrarán muy agresivos al defender sus madrigueras. Sin embargo, fuera de su territorio son animales fácilmente domesticables y fáciles de capturar y de mantener, por lo tanto se ha estudiado la capacidad de usarlo en el mercado como fuente de comida. En cuanto a sus hábitos alimenticios, las ratas de Gambia pueden llevar mucha comida en sus mejillas. Son omnívoras y se alimentan de frutas, vegetales, nueces, insectos y raíces.

## Depredadores
El principal depredador de la rata de Gambia es el humano, ya que son consideradas una buena comida por la Población indígena africana. No hay otros depredadores destacados, posiblemente porque las ratas de Gambia se juntan cuando se sienten amenazadas, suponiendo un gran oponente para sus depredadores.

## Rata de Gambia en relación con los humanos
Las ratas de Gambia son consideradas una buena comida por la población indígena, con lo cual la población ha disminuido sensiblemente. Sin embargo,  tienen una capacidad de repoblación tan grande que su población no ha llegado a estar en peligro de extinción.
En zonas urbanas en las que hay basura, se han reportado casos de plagas e incluso incidentes donde estas ratas atacaban a bebés y adultos durmiendo.
Por otro lado, hay gente que tiene ratas de Gambia como mascotas y en experimentos para estudiar la fisiología y comportamiento de los roedores.
También pueden formar plagas en áreas urbanas y pueden destruir cultivos en áreas rurales. Por ejemplo, en 2014, se encontró un ejemplar en el municipio de Deltebre (Tarragona, Cataluña).

## Domesticación y detección de minas
Como se ha dicho anteriormente, estas ratas son fácilmente domesticables a través de sistemas de recompensa. Hace 20 años, un hombre belga llamado Bart Weetjens descubrió que podía entrenar estas ratas para encontrar explosivos ocultos. Una rata entrenada puede rastrear con gran sensibilidad un terreno del tamaño de una pista de tenis en 20 minutos, lo cual llevaría a un experto unos 4 días. Además, también vio que se podían usar estas ratas para detectar tuberculosis a través de los esputos de personas potencialmente infectadas, y se está creando un centro de detección en Etiopía.